# Streum On Studio
Streum On Studio — французская студия, занимающаяся разработкой компьютерных игр, основанная в 2007 году. Разработала такие игры, как E.Y.E.: Divine Cybermancy, Space Hulk: Deathwing и Necromunda: Hired Gun.

## История
Студия была основана в 2007 году тремя французами, которые ранее разработали и выпустили Syndicate Black Ops, мод для Half-Life.
Streum On выпустила свою первую игру, E.Y.E.: Divine Cybermancy, в 2011 году. Разработчики вдохновлялись настольной ролевой игрой AVA, которую сами создали в 1998, а также фильмом Бегущий по лезвию, мангой (аниме) Призрак в доспехах и вселенной Warhammer 40,000. EYE: Divine Cybermancy — смесь жанров FPS и RPG.
После успеха первого проекта, Streum On совместно с Focus Home Interactive, Cyanide Studio и по лицензии Games Workshop разработали Space Hulk: Deathwing (2016), FPS с элементами RPG, во вселенной настольных игр Warhammer 40,000 и Space Hulk.
В 2021 году была выпущена ещё одна игра по вселенной Warhammer 40,000 — Necromunda: Hired Gun, так же созданная в сотрудничестве с Focus Home Interactive

## Разработанные игры
- EYE: Divine Cybermancy (2011, Microsoft Windows)
- Space Hulk: Deathwing (2016, PS4, Xbox One, Microsoft Windows)
- Necromunda: Hired Gun (2021, PlayStation 4, Xbox One, Windows, Xbox Series X|S, PlayStation 5)